# Dominika Banevič
Dominika Banevič, nota anche con lo pseudonimo di B-Girl Nicka (Vilnius, 8 giugno 2007), è una danzatrice lituana che vinto la medaglia d'argento per la Lituania ai Giochi della XXXIII Olimpiade nella break dance femminile.

## Biografia

### Formazione
Banevič ha frequentato il ginnasio "Giovanni Paolo II" a Vilnius. Ha iniziato a praticare breaking nel settembre 2015, a 8 anni.

### Carriera
Nel 2023, Banevič ha già vinto per la quarta volta il campionato nazionale lituano e ottenuto il titolo di campionessa europea ad Almeria. Pochi mesi dopo, ancora nel 2023, all'età di 16 anni, è diventata campionessa mondiale WDSF a Leuven.
Nell'estate 2024 Banevič ha rappresentato la Lituania nella break dance alle Olimpiadi estive a Parigi e ha vinto la medaglia d'argento nella sua categoria.